# 小行星1417
小行星1417（1417 Walinskia）是一颗围绕太阳公转的小行星。1937年4月1日，卡爾·威廉·萊茵姆特在海德堡发现了此天体。
該小行星以天文學計算研究所天文學家的熟人瓦林斯基亞（Walinskia）命名。
这颗小行星的绝对星等为166.6743579500012等。